# Huangdi
Huang Di ou Huang-Ti (黃帝) (pinyin: huángdì), conhecido como o Imperador Amarelo, é um dos Três Augustos, reis lendários, sábios e moralmente perfeitos que teriam governado a China durante um período anterior à Dinastia Xia. O Imperador Amarelo teria reinado de 2697 a.C. a 2597 a.C. É considerado o ancestral de todos os chineses da etnia Han (a principal etnia da China) e o introdutor do antigo calendário chinês, bem como o criador lendário de importantes elementos da cultura chinesa, como o taoismo, a astrologia chinesa, o Shuai Jiao, a medicina chinesa e o feng shui (geomancia chinesa).
Conta a tradição que, desde criança, Huang Di era muito perspicaz, dotado de uma inteligência fora do comum e capaz de estabelecer raciocínios avançados, além do normal para a sua idade, sobre os mais variados temas. Durante o seu reinado, Huang Di interessou-se especialmente pela saúde e pela condição humana, questionando os seus ministros-médicos sobre a tradição médica da época.
Ele passou a ser considerado um grande herói e fundador da nação chinesa, após liderar sua tribo, a dos Youxiong, para a vitória contra a tribo vizinha dos Shennong, na Batalha de Banquan. Nessa batalha, que na verdade foi uma série de três embates, Huangdi venceu o segundo dos lendários Augustos, Shen Nong, e uniu as duas tribos para criar a nação Huaxia, o povo chinês. Mais tarde, com a ajuda de Shen Nong, agora seu amigo e aliado, Huangdi venceu uma força invasora de bárbaros do leste, os Dongyi, que eram liderados por Chi You, na Batalha de Zhuolu. Essas duas batalhas memoráveis imortalizaram a figura de Huangdi, e ele então ascendeu como o terceiro dos grandes Augustos e herdeiro de Fu Xi.[carece de fontes?]

## O Clássico Livro do Imperador Amarelo
Do registro das conversas entre Huang Di e seus ministros, surgiu a obra conhecida actualmente como Nei Jing (内經) (pinyin: Nèijīng) — "O Clássico do Imperador Amarelo". Essa obra é considerada um dos livros fundamentais da medicina tradicional chinesa.
Divide-se em dois livros, de 81 capítulos cada um:
- O Su Wen (素 問) — "Tratado de Medicina Interna"
- e o Ling Shu (靈樞)  — "O Pivô Maravilhoso".

Além de uma concepção sobre a patologia humana, suas causas e tratamentos, contém prescrições sobre a vida e "adaptação" do ser humano de acordo com o sexo e faixas de idade, distinguindo diferentes ciclos: sazonais (5 estações), ciclos circadianos (Yin/Yang) e ciclos infra e ultradianos ("a grande circulação da energia" que obedece aos cinco elementos e o ciclo vital) que delimitam a relação dos órgãos internos com as fases do dia ou períodos comuns da vida humana envolvendo o nascimento, maturação sexual e envelhecimento.
Há muitas versões sobre a origem desses textos ideográficos. Alguns estudiosos da história da China acreditam que o Nei Jing tenha sido realmente escrito por um grupo de médicos do Período dos Reinos Combatentes 480-221 a.C. ,  ou no século III a.C.  época associada à conquista do ferro e aos grandes clássicos da cultura chinesa que originaram o taoismo (a partir do Tao Te King de Lao Tsé que teria vivido por volta dos séculos VII ou VI a.C ) e o confucionismo a filosofia de Confúcio (551 a.C.-479 a.C.). Os sábios da corte teriam feito uma síntese da tradição oral médica chinesa daquela época. Naturalmente, face aos recursos da escrita artesanal e à instabilidade política da época, teria sofrido diferentes adaptações e versões.
Os primeiros papéis produzidos na China datam do século II de nossa era, descobertos em antigo sítio arqueológico do período Han (estampados como tabuinhas que resultaram na invenção da xilografia século VIII a.C. e tipografia entre 1380 e 1430). O primeiro texto de ampla divulgação encontrado é a Sutra do Diamante (Jingangjijing), o que se deve à divulgação do budismo. A partir dos séculos XII e XIII, ocorreram as primeiras grandes coleções de textos enciclopédicos.
Segundo os eminentes sinólogos Needham e Gwei-Djen  é um consenso acadêmico a opinião que o Suwen pertence ao século II a.C. início da Dinastia Han. Eles afirmam ainda que há evidências de que o Suwen é mais recente do que o clássico farmacêutico, do Imperador Shennong, "Bencao Jing".
A versão da dinastia Tang (618-906) é uma das mais conhecidas graças ao poder e riqueza dessa época. Contudo, a versão mais antiga (clássica) corresponde à dinastia Han. O Livro do Imperador Amarelo, na sua forma atual, encontrou respaldo, apesar de mais recente, nos achados recuperados em 1973 do túmulo nº 3 em Mawangdui, Changsha, na província de Hunan segundo Fu Weikang (o.c.).
Além do cânone básico, a fabricação do aço — imprescindível para compreensão e prática da acupuntura moderna — e potencial divulgação do papel são referências suficientes para associar a etnia Han ao desenvolvimento da acupuntura. As primeiras referências à fundição do ferro são anteriores a esta, correspondendo à dinastia Chou (513 a.C.). Contudo, nada impede ter ocorrido a prática da acupuntura com agulhas de bronze (2000 a.C.) ou mesmo pedra e ossos.

## Múltiplas possibilidades de  interpretação
A própria existência mítica ou histórica, do Imperador Amarelo, com respectivos descendentes é amplamente questionável, não há dúvidas porém de seu importante legado à medicina. Na perspectiva da antropologia estrutural, o Livro do Imperador Amarelo corresponde segundo Lévi-Strauss  a um "documento bruto", o que equivale a uma etnografia elaborada por representantes da própria etnia, opinião da qual também partilham Durkheim e Mauss. A abordagem etnográfica traz, com ela, a dificuldade de comparar povos sem escrita vivendo organizações naturais de famílias, clãs e tribos ou nações com formações culturais complexas organizadas no tempo e espaço a partir da escrita em interação com a nossa civilização.
No caso da China, com cinco mil anos de história e sociedades pré–econômicas, protoeconômicas, pré-científicas ou pré-industriais, dificilmente se aplicam períodos anteriores a formações imperiais, dado o volume do comércio e tecnologia que se registra desde 2000 a.C., data em torno da qual se assinalam o fim do período neolítico, as técnicas de cerâmica Longshan e Yang Shao e os mitos que fundamentam a organização imperial dos cinco e três imperadores ancestrais.
O estudo da dinastia Han, por sua vez, nos remete à difícil distinção conceitual, na perspectiva antropológica entre etnias e dinastias ou à organização destas a partir das lutas internas pelo poder imperial. Identificam-se, hoje, na República Popular da China, 56 etnias, 55 destas (60 milhões de pessoas) sob a sombra do poder da principal nacionalidade, segundo Haesbaert , o grupo Han, que envolve 93% da população.
Para Carneiro, 2000  no período Han (202 a.C. – 248 AD) houve contatos com romanos, e se estabeleceu a Rota da Seda, o que favoreceu em paralelo à exportação e importação de ideias e técnicas.   Neste período desenvolveu-se ainda mais o racionalismo que se opunha às crenças supersticiosas, sendo comparado por Joseph Needham ao período Hipocrático da medicina chinesa. É também desse período a primeira referência à teoria dos meridianos nos "Manuscritos Médicos de Mawangdui" escritos em seda desenterrados em Mawangdui em 1973. 
O citado estudioso da civilização chinesa Joseph Needham (1900-1995), da Universidade de Cambridge, compartilha da ideia de que a medicina chinesa está embrionicamente integrada ao nosso processo civilizatório. Identifica uma série de "coincidências" de período histórico e estrutura conceitual entre esta e a medicina hipocrática, inclusive entre os textos (66 tratados) que compõem o Corpus Hippocraticum (460 – 379 a.C.), destacando a concepção dual, a dinâmica dos cinco elementos, a relação microcosmo–macrocosmo e, em especial, a relação entre saúde e meio ambiente.

## Edições atuais do Livro do Imperador Amarelo
WANG, Bing. Princípios de Medicina Interna do Imperador Amarelo (Dinastia Tang – Edição bilíngue). São Paulo. Editora Ícone. 2001.
Nei Ching: o livro de ouro da medicina chinesa. Rio de Janeiro. Editora Objetiva. reedição da primeira tradução para língua portuguesa publicado por Editora Minerva, PT, 1940.
Ling – Shu. Base da acupuntura da medicina tradicional chinesa. Tradução e comentários de Ming Wong. São Paulo. Andrei. 1995.
CHUNCAI, Z. Clássico de Medicina do Imperador Amarelo: tratado sobre a saúde e vida longa. São Paulo. Editora Roca. 1999. Edição adaptada a charges ilustradas com desenhos de Chuncai, Zhou et al.

## Ver também

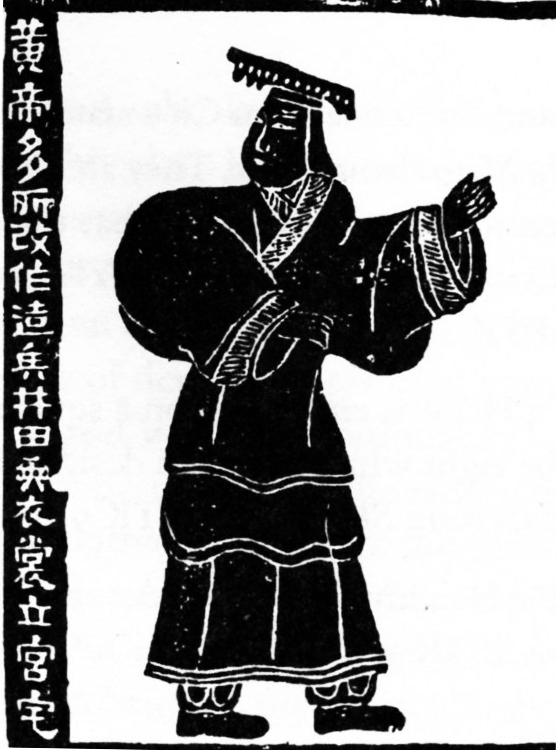
O Imperador Amarelo como descrito em uma tumba a partir de meados do século II aC.